# Saint-Hilaire-de-Chaléons
Saint-Hilaire-de-Chaléons (bretonisch: Sant-Eler-Kaleon) ist eine französische Gemeinde mit 2.376 Einwohnern (Stand: 1. Januar 2022) im Département Loire-Atlantique in der Region Pays de la Loire. Sie gehört zum Arrondissement Saint-Nazaire und zum Kanton Machecoul-Saint-Même.
Die Einwohner werden Chaléonnais und Chaléonnaises genannt.

## Geographie
Saint-Hilaire-de-Chaléons liegt etwa 26 Kilometer südwestlich von Nantes in der Landschaft Pays de Retz. Hier wird der Wein im Anbaugebiet Gros Plant du Pays Nantais produziert.

### Nachbargemeinden
Umgeben ist Saint-Hilaire-de-Chaléons von den Nachbargemeinden Chaumes-en-Retz (früher Arthon-en-Retz und Chéméré) im Norden, Rouans im Nordosten, Sainte-Pazanne im Osten, Villeneuve-en-Retz (früher Bourgneuf-en-Retz und Fresnay-en-Retz) im Süden sowie Pornic im Westen.

## Bevölkerungsentwicklung
| 1962                       | 1968 | 1975 | 1982 | 1990 | 1999 | 2006 | 2017 |
| -------------------------- | ---- | ---- | ---- | ---- | ---- | ---- | ---- |
| 1304                       | 1311 | 1255 | 1362 | 1333 | 1551 | 1791 | 2287 |
| Quellen: Cassini und INSEE |      |      |      |      |      |      |      |

## Sehenswürdigkeiten

Kirche Saint-Hilaire

- Kirche Saint-Hilaire
- Calvaires auf dem Friedhof

## Verkehr
Am Bahnhof Saint-Hilaire-de-Chaléons an der Bahnstrecke Sainte-Pazanne–Pornic verkehren TER-Züge nach Pornic und Nantes.